# Jip Vastenburg
Jip Vastenburg (ur. 21 marca 1994) – holenderska lekkoatletka specjalizująca się w biegach długodystansowych.
Brązowa medalistka olimpijskiego festiwalu młodzieży Europy (2011). Rok później zajęła 16. miejsce w biegu na 5000 metrów podczas mistrzostw świata juniorów w Barcelonie. Złota medalistka juniorskich mistrzostw Europy (2013). W 2014 zajęła 4. miejsce w biegu na 10 000 metrów podczas mistrzostw Europy z Zurychu. Złota medalistka młodzieżowych mistrzostw Europy (2015). W tym samym roku zdobyła srebrny medal w biegu młodzieżowców podczas mistrzostw Europy w przełajach. Reprezentantka kraju na drużynowych mistrzostwach Europy.

## Osiągnięcia
| Rok  | Impreza                                   | Miejsce        | Konkurencja           | Lokata      | Wynik    |
| ---- | ----------------------------------------- | -------------- | --------------------- | ----------- | -------- |
| 2011 | Olimpijski festiwal młodzieży Europy      | Trabzon        | bieg na 3000 metrów   | 3. miejsce  | 9:39,47  |
| 2011 | Mistrzostwa Europy w biegach przełajowych | Velenje        | bieg juniorek         | 26. miejsce | 14:04    |
| 2012 | Mistrzostwa świata juniorów               | Barcelona      | bieg na 5000 metrów   | 16. miejsce | 16:47,32 |
| 2012 | Mistrzostwa Europy w biegach przełajowych | Budapeszt      | bieg juniorek         | 28. miejsce | 14:36    |
| 2013 | I liga drużynowych mistrzostw Europy      | Dublin         | bieg na 5000 metrów   | 1. miejsce  | 16:12,88 |
| 2013 | Mistrzostwa Europy juniorów               | Rieti          | bieg na 5000 metrów   | 1. miejsce  | 16:03,31 |
| 2014 | Mistrzostwa Europy                        | Zurych         | bieg na 10 000 metrów | 4. miejsce  | 32:27,37 |
| 2015 | I liga drużynowych mistrzostw Europy      | Heraklion      | bieg na 5000 metrów   | 1. miejsce  | 15:36,22 |
| 2015 | Młodzieżowe mistrzostwa Europy            | Tallinn        | bieg na 10 000 metrów | 1. miejsce  | 32:18,69 |
| 2015 | Mistrzostwa świata                        | Pekin          | bieg na 10 000 metrów | 11. miejsce | 32:03,03 |
| 2015 | Mistrzostwa Europy w biegach przełajowych | Hyères         | bieg młodzieżowców    | 2. miejsce  | 19:46    |
| 2016 | Mistrzostwa Europy                        | Amsterdam      | bieg na 10 000 metrów | 8. miejsce  | 32:04,00 |
| 2016 | Igrzyska olimpijskie                      | Rio de Janeiro | bieg na 10 000 metrów | 28. miejsce | 32:08,92 |
| 2018 | Puchar Europy w biegu na 10 000 metrów    | Londyn         | bieg na 10 000 metrów | 24. miejsce | 33:14,97 |
| 2018 | Mistrzostwa Europy                        | Berlin         | bieg na 10 000 metrów | 14. miejsce | 33:41,79 |
| 2018 | Mistrzostwa Europy w biegach przełajowych | Tilburg        | bieg seniorek         | 5. miejsce  | 26:45    |
| 2018 | Mistrzostwa Europy w biegach przełajowych | Tilburg        | drużyna seniorek      | 1. miejsce  |          |
| 2019 | I liga drużynowych mistrzostw Europy      | Sandnes        | bieg na 5000 metrów   | 6. miejsce  | 16:11,54 |
| 2019 | Puchar Europy w biegu na 10 000 metrów    | Londyn         | bieg na 10 000 metrów | 29. miejsce | 33:45,55 |
| 2021 | Halowe mistrzostwa Europy                 | Toruń          | bieg na 3000 metrów   | eliminacje  | DQ       |
| 2021 | Mistrzostwa Europy w biegach przełajowych | Dublin         | bieg seniorek         | 35. miejsce | 29:10    |

## Rekordy życiowe
- Bieg na 3000 metrów – 8:49,50 (2015)
- Bieg na 5000 metrów (stadion) – 15:15,77 (2018)
- Bieg na 5000 metrów (hala) – 16:08,40 (2022) rekord Holandii
- Bieg na 10 000 metrów – 31:35,48 (2015) rekord Holandii młodzieżowców